# Pierluigi Orlandini
Pierluigi Orlandini (ur. 9 października 1972 w San Giovanni Bianco) – włoski piłkarz, występujący podczas kariery na pozycji pomocnika.

## Kariera klubowa
Karierę piłkarską Pierluigi Orlandini rozpoczął w Atalancie BC, którego jest wychowankiem w 1989. W Serie A zadebiutował 20 stycznia 1991 w przegranym 0-1 meczu z Torino FC. W sezonie 1992-1993 występował w drugoligowym Lecce, by na następny sezon wrócić do Atalanty. W 1994 Orlandini został zawodnikiem Interu Mediolan. W barwach nerroazurrich zadebiutował 31 sierpnia 1994 w wygranym 3-0 meczu Pucharu Włoch z Padovą. Ostatni raz w barwach czarno-niebieskich wystąpił 14 kwietnia 1996 w wygranym 8-2 meczu ligowym z Padovą. W Interze rozegrał 39 spotkań (30 w lidze, 2 w europejskich pucharach i 7 w Pucharze Włoch) oraz strzelił 6 bramek (4 w lidze i 2 w Pucharze Włoch). W latach 1996–1997 był zawodnikiem Hellasu Werona, z którym spadł z Serie A w 1997. W latach 1997–1999 występował w Parmie. Z Parmą zdobył Puchar UEFA w 1999 (nie był kadrze na finał) oraz Puchar Włoch w tym samym roku. W 1999 został zawodnikiem Milanu, lecz po rozegraniu tylko dwóch meczów został wypożyczony do Venezii, z którą spadł do Serie B. W kolejnych sezonach występował w Brescii i po raz trzeci Atalancie. W Atalancie pożegnał się z Serie A, w której w latach 1991-2002 w Serie A Orlandini rozegrał 141 spotkań, w których zdobył 16 bramek. W ostatnich latach Orlandini był zawodnikiem klubów z niższych klas rozgrywkowych.
| Sezon     | Klub                        | Kraj   | Rozgrywki  | Mecze | Bramki |
| --------- | --------------------------- | ------ | ---------- | ----- | ------ |
| 1989/90   | Atalanta BC                 | Włochy | Serie A    | 0     | 0      |
| 1990/91   | Atalanta BC                 | Włochy | Serie A    | 5     | 0      |
| 1991/92   | Atalanta BC                 | Włochy | Serie A    | 9     | 0      |
| 1992/93   | US Lecce                    | Włochy | Serie B    | 29    | 3      |
| 1993/94   | Atalanta BC                 | Włochy | Serie A    | 23    | 5      |
| 1994/95   | Inter Mediolan              | Włochy | Serie A    | 23    | 4      |
| 1995/96   | Inter Mediolan              | Włochy | Serie A    | 7     | 0      |
| 1996/97   | Hellas Werona               | Włochy | Serie A    | 30    | 5      |
| 1997/98   | Parma F.C.                  | Włochy | Serie A    | 13    | 0      |
| 1998/99   | Parma F.C.                  | Włochy | Serie A    | 11    | 0      |
| 1999/2000 | A.C. Milan                  | Włochy | Serie A    | 2     | 1      |
| 1999/2000 | SSC Venezia                 | Włochy | Serie A    | 10    | 1      |
| 2000/01   | Brescia Calcio              | Włochy | Serie A    | 4     | 0      |
| 2001/02   | Atalanta BC                 | Włochy | Serie A    | 4     | 0      |
| 2002/03   | Football Brindisi 1912      | Włochy | Serie C2   | 24    | 2      |
| 2003/04   | A.S.D. Nardò Calcio         | Włochy | Serie D    | 6     | 1      |
| 2004/05   | AS Mesagne                  | Włochy | Eccellenza | 17    | 5      |
| 2005/06   | ASD Nuova Montalbano Calcio | Włochy | Eccellenza | 9     | 1      |
| 2006/07   | ASD Racale                  | Włochy | Eccellenza | 11    | 3      |

## Kariera reprezentacyjna
Orlandini występował w reprezentacji Włoch U-21. W 1994 zdobył Mistrzostwo Europy U-21. W 98 min. meczu finałowego z Portugalią Orlandini zdobył jedyną bramkę w meczu.

## Kariera trenerska
Po zakończeniu kariery piłkarskiej Orlandini został trenerem. W latach 2008–2010 porowadził szóstoligowe Tricase.